# روزفيل (كاليفورنيا)
روزفيل هي مدينة في مقاطعة بلاسر وتقع في المنطقة الحضرية لسكرامينتو.

## التركيبة السكانية
حدّد مكتب تعداد الولايات المتحدة بيانات التركيبة السكانية لروزفيل في تعداد الولايات المتحدة. في ما يلي، التركيبة السكانية حسب تعدادي 2000 و2010.

### تعداد عام 2000
بلغ عدد سكان روزفيل 79,921 نسمة بحسب تعداد عام 2000، وبلغ عدد الأسر 30,783 أسرة وعدد العائلات 21,849 عائلة مقيمة في المدينة. في حين سجلت الكثافة السكانية 700.1 نسمة لكل كيلومتر مربع (1,813.3/ميل2). وبلغ عدد الوحدات السكنية 31,925 وحدة بمتوسط كثافة قدره 279.7 لكل كيلومتر مربع (724.4/ميل2).
وتوزع التركيب العرقي للمدينة بنسبة 86.03% من البيض و1.31% من الأمريكيين الأفارقة و0.70% من الأمريكيين الأصليين و4.31% من الأمريكيين ذوي الأصول الآسيوية و0.20% من سكان جزر المحيط الهادئ و3.93% من الأعراق الأخرى و3.53% من عرقين مختلطين أو أكثر و11.54% من الهسبانيون أو اللاتينيون من أي عرق.
بلغ عدد الأسر 30,783 أسرة كانت نسبة 37.7% منها لديها أطفال تحت سن الثامنة عشر تعيش معهم، وبلغت نسبة الأزواج القاطنين مع بعضهم البعض 57.1% من أصل المجموع الكلي للأسر، ونسبة 10.1% من الأسر كان لديها معيلات من الإناث دون وجود شريك، بينما كانت نسبة 3.8% من الأسر لديها معيلون من الذكور دون وجود شريكة وكانت نسبة 29% من غير العائلات. تألفت نسبة 23.1% من أصل جميع الأسر من عدة أفراد يعيشون في نفس المنزل ونسبة 9.2% كانت تتألف من شخص يعيش بمفرده يبلغ من العمر 65 عاماً أو أكثر. وبلغ متوسط حجم الأسرة المعيشية 2.57، أما متوسط حجم العائلات فبلغ 3.03.
بلغ العمر الوسطي للسكان 36.4 عاماً. وكانت نسبة 26.7% من القاطنين تحت سن الثامنة عشر، وكانت نسبة 7% بين الثامنة عشر والرابعة والعشرين عاماً، ونسبة 30.7% كانت واقعةً في الفئة العمرية ما بين الخامسة والعشرين والرابعة والأربعين عاماً، ونسبة 20.9% كانت ما بين الخامسة والأربعين والرابعة والستين، ونسبة 13.5% كانت ضمن فئة الخامسة والستين عاماً فما فوق. يوجد لكل 100 أنثى 92.7 ذكر، ويوجد لكل 100 أنثى في الثامنة عشر من عمرها فما فوق 89.6 ذكر.
بلغ متوسط دخل الأسرة في المدينة 57,367 دولارًا، أما متوسط دخل العائلة فبلغ 65,929 دولارًا. وكان متوسط دخل الذكور 50,426 دولارًا مقابل 35,494 دولارًا للإناث. وسجل دخل الفرد الخاص بالمدينة 27,021 دولارًا. وكانت نسبة 3.4% من العائلات ونسبة 4.9% من السكان تحت خط الفقر، وكان من هؤلاء نسبة 5.5% تحت سن الثامنة عشر ونسبة 4.1% في الخامسة والستين من العمر وما فوق.

### تعداد عام 2010
بلغ عدد سكان روزفيل 118,788 نسمة بحسب تعداد عام 2010، وبلغ عدد الأسر 45,059 أسرة وعدد العائلات 31,039 عائلة مقيمة في المدينة. في حين سجلت الكثافة السكانية 1,040.5 نسمة لكل كيلومتر مربع (2,694.9/ميل2). وبلغ عدد الوحدات السكنية 47,757 وحدة بمتوسط كثافة قدره 418.3 لكل كيلومتر مربع (1,083.4/ميل2).
وتوزع التركيب العرقي للمدينة بنسبة 79.30% من البيض و1.96% من الأمريكيين الأفارقة و0.75% من الأمريكيين الأصليين و8.44% من الأمريكيين ذوي الأصول الآسيوية و0.29% من سكان جزر المحيط الهادئ و4.28% من الأعراق الأخرى و4.98% من عرقين مختلطين أو أكثر و14.61% من الهسبانيون أو اللاتينيون من أي عرق.
بلغ عدد الأسر 45,059 أسرة كانت نسبة 37.5% منها لديها أطفال تحت سن الثامنة عشر تعيش معهم، وبلغت نسبة الأزواج القاطنين مع بعضهم البعض 53.4% من أصل المجموع الكلي للأسر، ونسبة 10.9% من الأسر كان لديها معيلات من الإناث دون وجود شريك، بينما كانت نسبة 4.6% من الأسر لديها معيلون من الذكور دون وجود شريكة وكانت نسبة 31.1% من غير العائلات. تألفت نسبة 24.5% من أصل جميع الأسر من عدة أفراد يعيشون في نفس المنزل ونسبة 10% كانت تتألف من شخص يعيش بمفرده يبلغ من العمر 65 عاماً أو أكثر. وبلغ متوسط حجم الأسرة المعيشية 2.62، أما متوسط حجم العائلات فبلغ 3.14.
بلغ العمر الوسطي للسكان 36.8 عاماً. وكانت نسبة 26.3% من القاطنين تحت سن الثامنة عشر، وكانت نسبة 7.9% بين الثامنة عشر والرابعة والعشرين عاماً، ونسبة 28.1% كانت واقعةً في الفئة العمرية ما بين الخامسة والعشرين والرابعة والأربعين عاماً، ونسبة 24.4% كانت ما بين الخامسة والأربعين والرابعة والستين، ونسبة 13.4% كانت ضمن فئة الخامسة والستين عاماً فما فوق. وتوزع التركيب الجنسي للسكان بنسبة 47.9% ذكور و52.1% إناث.

## المناخ
يظهر الجدول التالي التغييرات المناخية على مدار السنة لروزفيل:
| البيانات المناخية لـروزفيل                                              | البيانات المناخية لـروزفيل | البيانات المناخية لـروزفيل | البيانات المناخية لـروزفيل | البيانات المناخية لـروزفيل | البيانات المناخية لـروزفيل | البيانات المناخية لـروزفيل | البيانات المناخية لـروزفيل | البيانات المناخية لـروزفيل | البيانات المناخية لـروزفيل | البيانات المناخية لـروزفيل | البيانات المناخية لـروزفيل | البيانات المناخية لـروزفيل | البيانات المناخية لـروزفيل |
| الشهر                                                                   | يناير                      | فبراير                     | مارس                       | أبريل                      | مايو                       | يونيو                      | يوليو                      | أغسطس                      | سبتمبر                     | أكتوبر                     | نوفمبر                     | ديسمبر                     | المعدل السنوي              |
| ----------------------------------------------------------------------- | -------------------------- | -------------------------- | -------------------------- | -------------------------- | -------------------------- | -------------------------- | -------------------------- | -------------------------- | -------------------------- | -------------------------- | -------------------------- | -------------------------- | -------------------------- |
| الدرجة القصوى °ف (°م)                                                   | 75 (24)                    | 78 (26)                    | 86 (30)                    | 98 (37)                    | 107 (42)                   | 110 (43)                   | 115 (46)                   | 110 (43)                   | 111 (44)                   | 102 (39)                   | 87 (31)                    | 76 (24)                    | 115 (46)                   |
| متوسط درجة الحرارة الكبرى °ف (°م)                                       | 53 (12)                    | 60 (16)                    | 64 (18)                    | 71 (22)                    | 80 (27)                    | 88 (31)                    | 94 (34)                    | 92 (33)                    | 87 (31)                    | 77 (25)                    | 63 (17)                    | 54 (12)                    | 74 (23)                    |
| المتوسط اليومي °ف (°م)                                                  | 46 (8)                     | 51 (11)                    | 54 (12)                    | 60 (16)                    | 66 (19)                    | 73 (23)                    | 78 (26)                    | 76 (24)                    | 73 (23)                    | 65 (18)                    | 54 (12)                    | 47 (8)                     | 62 (17)                    |
| متوسط درجة الحرارة الصغرى °ف (°م)                                       | 39 (4)                     | 42 (6)                     | 44 (7)                     | 48 (9)                     | 53 (12)                    | 58 (14)                    | 61 (16)                    | 61 (16)                    | 58 (14)                    | 52 (11)                    | 44 (7)                     | 39 (4)                     | 50 (10)                    |
| أدنى درجة حرارة °ف (°م)                                                 | 21 (−6)                    | 23 (−5)                    | 27 (−3)                    | 33 (1)                     | 36 (2)                     | 43 (6)                     | 48 (9)                     | 46 (8)                     | 41 (5)                     | 31 (−1)                    | 27 (−3)                    | 16 (−9)                    | 16 (−9)                    |
| الهطول إنش (مم)                                                         | 3.98 (101)                 | 3.46 (88)                  | 3.07 (78)                  | 1.58 (40)                  | 0.58 (15)                  | 0.12 (3.0)                 | 0.04 (1.0)                 | 0.06 (1.5)                 | 0.35 (8.9)                 | 1.08 (27)                  | 2.80 (71)                  | 3.33 (85)                  | 20.45 (519.4)              |
| المصدر: http://www.myforecast.com/bin/climate.m?city=12133&metric=false |                            |                            |                            |                            |                            |                            |                            |                            |                            |                            |                            |                            |                            |

## أعلام
- جون انسين
- كاميرون بوبير
- كين ديفيس
- تشلسي ولف
- مارك فاولر
- روي كونراد
- هربرت إي. دوجلاس
- مولي رينجوالد
- راسيل يونغ